# Gabriella Genisi
Gabriella Genisi (Bari, 1965) è una scrittrice italiana.

## Biografia
Dopo i primi libri di esordio, ha dato vita alla fortunata serie di Lolita Lobosco. La protagonista dei suoi gialli è un'attraente donna attorno ai quarant'anni con una passione per le scarpe Louboutin. È l'omologo femminile del Commissario Montalbano, a cui la scrittrice rivela di essersi ispirata (e che telefonicamente "compare" in alcuni romanzi). Lolita "ama combattere le prepotenze e riportare l’ordine nella vita degli altri. Sa farsi rispettare e non rinuncia alla sua femminilità, né nell’abbigliamento né nel trucco. È una donna mediterranea nel carattere e nell’aspetto. Ama la cucina e il suo territorio del Sud."
Nel 2019 è uscito Pizzica amara, il primo libro di una nuova serie, sempre con una protagonista femminile. Qui esordisce Chicca Lopez, giovane e intraprendente marescialla dei carabinieri che vede come teatro il Salento. Appassionata di moto, guida una Triumph Bonneville e vive con una compagna di nome Flavia. Il 2 marzo 2021 è uscito La regola di Santa Croce, edito da Rizzoli, il secondo libro con protagonista Chicca Lopez, mentre l'anno successivo è stato pubblicato Terrarossa, edito da Sonzogno, nono libro del ciclo Lolita Lobosco sul tema del caporalato e dello sfruttamento dei lavoratori.     

## Trasposizione televisiva

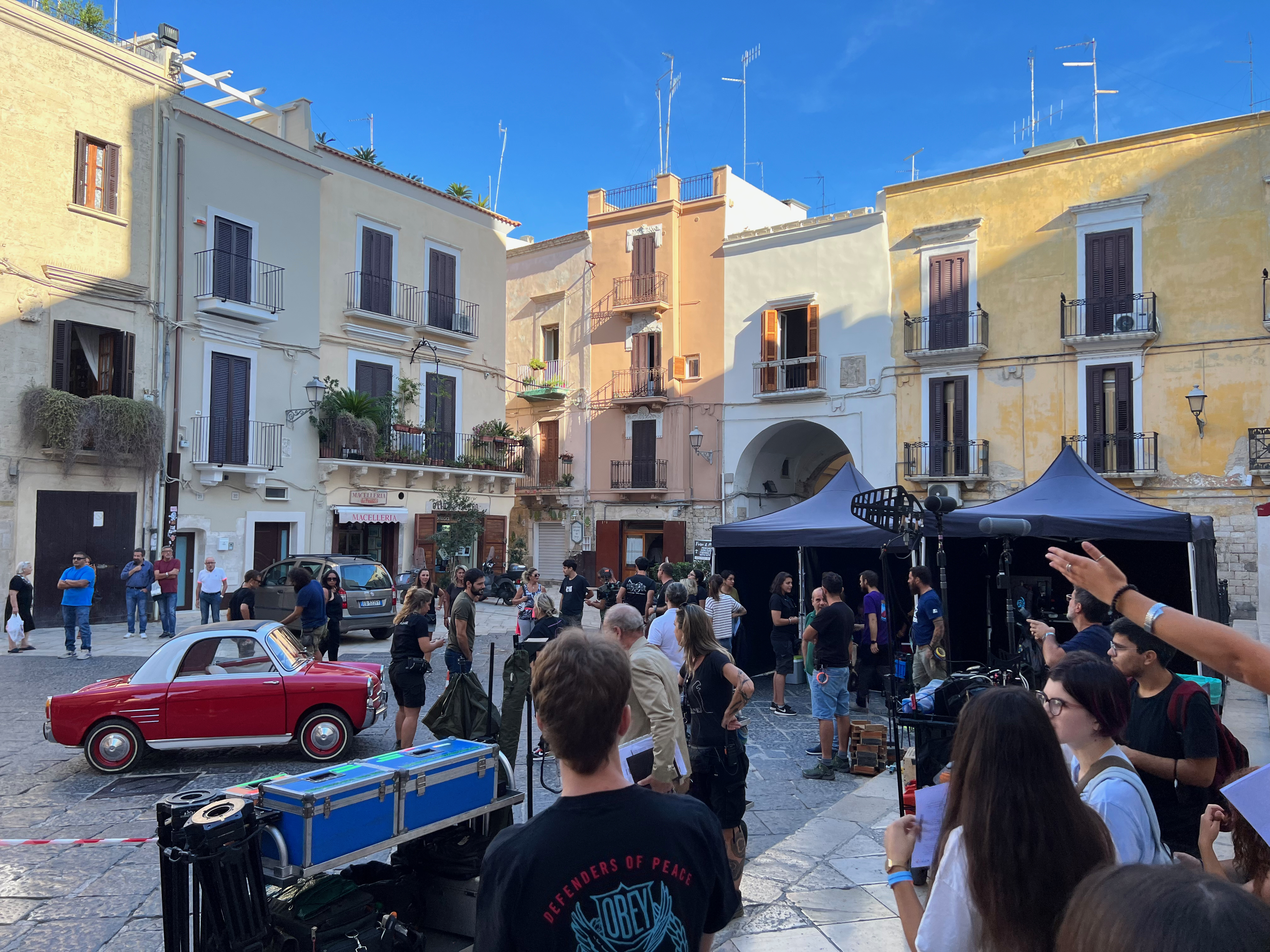
Piazza dell'Odegitria - Set Le indagini di Lolita Lobosco 02

Nel luglio 2020 sono iniziate le riprese per la realizzazione della serie televisiva Le indagini di Lolita Lobosco, girata dalla casa di produzione che fa capo a Luca Zingaretti. Interprete principale, nelle vesti di Lolita, è Luisa Ranieri, moglie dello stesso Zingaretti. La serie di quattro puntate, girata tra Bari, Monopoli e Roma, è andata in onda  su Rai1 a partire dal 21 febbraio 2021. Seguono una seconda stagione composta di sei episodi (in onda tra gennaio e febbraio 2023) e una terza stagione, composta di quattro puntate, trasmessa su Rai 1 dal 4 al 25 marzo 2024.

## Onorificenze
Nel marzo 2022 il comune di Cassano all'Ionio (di cui è originaria da parte di padre) le ha conferito la cittadinanza onoraria per i suoi meriti in campo letterario.

## Opere
- Come quando fuori piove (2006)
- Fino a quando le stelle (2006)
- La maglia del nonno (2012)
- La teoria di Camila. Una nuova geografia familiare (2018)
- Le invisibili (2022), con M. Venezia, M. Oliva, G. Verasani
- Silvia Spider e il ragazzo scomparso con Antonio Laudati (Il battello a vapore, 2024)

### Ciclo Lolita Lobosco
1. La circonferenza delle arance (2010, Sonzogno; 2020 UEF-Marsilio)
2. Giallo ciliegia (2011, Sonzogno; 2020 UEF-Marsilio)
3. Uva noir (2012, Sonzogno; 2020 UEF-Marsilio)
4. Gioco pericoloso (2014, Sonzogno; 2020 UEF-Marsilio)
5. Spaghetti all'Assassina (2015, Sonzogno; 2020 UEF-Marsilio)
6. Mare nero  (2016, Sonzogno; 2021 UEF-Marsilio)
7. Dopo tanta nebbia (2017, Sonzogno; 2021 UEF-Marsilio)
8. I quattro cantoni (2020, Sonzogno; 2021 UEF-Marsilio)
9. Terrarossa (2022, Sonzogno; 2023 UEF-Marsilio)
10. Lo scammaro avvelenato e altre ricette (2022, Sonzogno)
11. Una questione di soldi (2025, Sonzogno)

Spin-off con Giancarlo Caruso
- Giochi di ruolo (2024, Marsilio)

### Ciclo Chicca Lopez
- Pizzica amara (2019, Rizzoli)
- La regola di Santa Croce (2021, Rizzoli)
- L'angelo di Castelforte (2023, Rizzoli; 2024, Rizzoli)